# 미하일 아탈리아티스
미하일 아탈리아티스 혹은 아타리아테스(그리스어: Μιχαήλ Ἀτταλειάτης, c.1022년 ~ 1080년)는 콘스탄티노폴리스와 비잔티움 제국 내의 여러 주 내에서 11세기 후반에 활동한 공무원이자 역사가였다. 그는 미카엘 프셀로스와 동시대인이였으며 요한 스키리체스의 동기였고, 이 세 명은 11세기에 활동한 대표적인 비잔틴 역사가들로 불린다.